# جان روسو (ملحن)
جان روسو (بالفرنسية: Jean Rousseau)‏ هو عالم موسيقى وملحن فرنسي، ولد في 1 أكتوبر 1644 في مولينز، ألير في فرنسا، وتوفي في 1 يونيو 1699 في باريس في فرنسا.

## وصلات خارجية
- جيان روسو على موقع ميوزك برينز (الإنجليزية)